# Schweizer Hitparade
A Schweizer Hitparade Svájc fő zenei eladási listája, amely rangsorolja a legnagyobb példányszámban eladott albumokat és kislemezeket az országban. Négy nagyobb kategóriája van:
- Top 75 kislemez (1968-tól)
- Top 100 Album (1983-tól)
- Top 25 válogatás
- Top 30 rádiós lejátszás

2010-től a Media Control elkezdte listázni az ország francia nyelvterületének eladásait is, és ezeket külön listákban rögzíti:
- Romandie Top 20 kislemez
- Romandie Top 50 album

## Külső hivatkozások
- Schweizer Hitparade